# Kwanzaa
Kwanzaa (Kwaanza, Cuanza[cita requerida]) es una fiesta seglar de la cultura afroamericana celebrada entre el 26 de diciembre y 1 de enero. Esta fiesta la celebran por lo general los afroamericanos en Estados Unidos. Tiene como motivo ayudar a los afroamericanos a recordar su herencia cultural e historia africana, uniéndose en meditación y estudio alrededor de principios basados no solo en tradiciones africanas, sino también en principios humanistas comunes.[cita requerida]

## Celebración
La fiesta de Kwanzaa son siete días de celebraciones que incluyen libaciones y el encendido de una vela de la kinara, un candelabro especial de Kwanzaa, por día de esta semana de fiestas. En la primera noche únicamente se prende una vela en el brazo mayor de dicho candelabro, y cada noche se va encendiendo una vela más, hasta el último día en el que toda la kinara está encendida completamente.
Las familias que celebran Kwanzaa decoran sus casas con objetos de arte, vistosas telas africanas y frutas frescas que representan el idealismo africano. Es costumbre que los niños participen también en las ceremonias de la Kwanzaa y que se rinda respeto y gratitud a los antepasados. Las libaciones son compartidas, generalmente se bebe de un mismo cáliz, Kikombe cha Umoja, que se pasa de un participante a otro hasta que todos han bebido.

## Historia
La Kwanzaa fue fundada por Maulana Karenga, un activista americano. Se celebró por primera vez entre el 26 de diciembre de 1966 y el 1 de enero de 1967.
El nombre "Kwanzaa" proviene originariamente de la frase suajili "matunda ya kwanza"; que significa "primeras frutas". Se utilizó el suajili, un idioma del África Oriental, para reflejar el concepto de panafricanismo, popular durante los años 1960, aunque muchos afroamericanos provienen del África Occidental y por eso la lengua no desempeña en realidad un papel significativo en la cultura afroamericana.
La Kwanzaa se instituyó como un medio de ayudar a los afroestadounidenses a unirse de nuevo con su herencia cultural e histórica africana, uniéndose en meditación y estudio alrededor de principios basados no solo en tradiciones africanas, sino también en principios humanistas comunes.
Aunque inicialmente se animaba a los participantes a practicar la Kwanzaa y excluir otras fiestas, muchos celebrantes hoy deciden celebrarla junto con otras festividades como la Navidad y Año Nuevo. Para muchos participantes afroamericanos, Kwanzaa es una oportunidad de incorporar elementos de su herencia étnica particular en observancias y celebraciones preexistentes.

## Siete principios de la negritud
La Kwanzaa tiene "Siete Principios de Negritud" o Nguzo Saba. Cada uno de los siete días de la Kwanzaa está dedicado a los principios siguientes en orden consecutivo:
- Umoja (Unidad)
- Kujichagulia (Autodeterminación)
- Ujima (Trabajo colectivo y Responsabilidad)
- Ujamaa (Economía Cooperativa)
- Nia (Objetivo y Dirección)
- Kuumba (Creatividad)
- Imani (Fe)

## Kwanzaa en la cultura popular
- El personaje de "Futurama" "Kwanzaabot" hace referencia a esta tradición.
- En el capítulo 101 de "Futurama" se hace referencia a esta costumbre explicando su significado con un musical.
- El capítulo 11 de "The Proud Family" se centra en la festividad del Kwanzaa.
- En el décimo capítulo de la tercera temporada de la serie "Todo el mundo odia a Chris" Chris y su familia celebran el Kwanzaa en lugar de las típicas fiestas de Navidad.
- En el sexto capítulo de la tercera temporada de la versión americana de "The Office" se alude a la festividad de Kwanzaa.
- En el capítulo especial de Navidad de Power Rangers ZEO se hacer referencia a esta costumbre.
- En el primer capítulo ("Uno") de la temporada 1 de "Better Call Saul" se hace referencia a esta tradición.
- En el capítulo 9 de la temporada 11 de Los Simpsons, Krusty el payaso hace referencia a la festividad de Kwanzaa
- En el capítulo 7 de "The Boondocks" se menciona la festividad Kwanzaa en un capítulo navideño.
- En el capítulo 12 de la primera temporada de "Orange Is The New Black" hacen referencia a esta festividad.
- En el capítulo de Barney "Estrella de Navidad" se menciona la Kwanzaa como una de las festividades celebradas.
- En el undécimo capítulo de la segunda temporada de "The Fosters" ("Christmas Past"), la cajera de la tienda de regalos le desea feliz Kwanzaa a Jude.
- En la cuarta temporada de la serie Doctor House se hace alusión a la festividad.
- En la canción "Dick in a Box" del grupo paródico The Lonely Island aparece una referencia a esta festividad.
- En la película "Casi Navidad", el personaje de Rachel le desea feliz Kwanzaa a una vecina.
- En la película "Jingle All the Way 2", el dependiente de la tienda de juguetes incluye el Kwanzaa en su saludo al cliente que entra a comprar un regalo para su hija.
- En la película "Busco pareja por navidad", del 2012, la familia de Rob compra candelabros kwanzaa en vez de judíos.